# Benoît Mandelbrot
Benoît Mandelbrot (výslovnost: [benua mandelbro], 20. listopadu 1924 Varšava – 14. října 2010 Cambridge) byl francouzsko-americký matematik a zakladatel fraktální geometrie, profesor matematických věd na Yaleově univerzitě a pracovník společnosti IBM ve vývojovém středisku Thomase J. Watsona. Do roku 1958 působil ve Francii a následně přesídlil do Spojených států.
Pojmenována po něm byla Mandelbrotova množina, kterou jako první vykreslil na počítači. Roku 1993 obdržel Wolfovu cenu za fyziku. Zemřel v 85 letech v massachusettské Cambridgi na rakovinu slinivky břišní.

## Původ
Narodil se ve Varšavě v litevsko-židovské rodině Mandelbrojtů. Byla to rodina s velkou akademickou tradicí. Jeho matka byla lékařka a jeho strýc Szolem Mandelbrojt se stal uznávaným francouzským matematikem.
Početné generace jeho předků žily na Litvě po pět set let. Mnoho z nich bylo ctěnými, váženými a vzdělanými filosofy či rabíny. Po první světové válce opustila jeho rodina kvůli komplikované politické a ekonomické situaci Litvu a přes východoukrajinský Charkov se dostala do Varšavy, hlavního města obnoveného Polska, kde zůstala do roku 1936. V onom roce se rodina rozhodla nejen z důvodů zhoršující se politické situace, ale také pro lepší možnost vzdělání svých dětí odejít do Francie, do Paříže.

## Mladá léta

### Paříž 1936–1939
V Paříži bydlela rodina v ulici de Chaumont. Byt byl bez tekoucí vody, koupelny a s tureckým záchodem na každém druhém mezipatře, společném vždy pro čtyři rodiny. Po příjezdu do Francie navštěvoval spolu se svým bratrem Léonem místní základní školu Simona Bolívara pro chlapce na 119. avenue a učil se francouzštinu. Po roční docházce absolvoval základní školní stupeň a pokračoval na pařížském lyceu. Z důvodu blížící se okupace Paříže poslala rodina oba syny, Benoîta a Leona, do střední Francie do města Tulle.
Po pádu Paříže následovali své syny i jejich rodiče. V Tulle žila rodina opět v nuzných poměrech, ale v poměrném bezpečí. Benoît Mandelbrot nastoupil na státní Lyceum Edmonta Perriera. Absolvoval summa cum laude (s nejvyšší pochvalou) – jako první v historii školy. Po obsazení i této části Francie se podařilo získat pro oba bratry falešný průkaz identity, na jehož základě mohli oba nastoupit jako učedníci v nástrojářské dílně v Perigueux. Při první příležitosti se bratři přesunuli do Saint-Julienu, aby mohli pokračovat ve studiu. Nastoupili na Lyceum du Parc v Lyonu, kde zůstali od ledna do května 1944. Po vylodění Spojenců v Normandii bylo lyceum v Lyonu urychleně uzavřeno a bratři byli přiděleni na zemědělské farmy v okolí. Tak se stal na čas pacholkem u koní. Jezdit na nich se ale nikdy nenaučil.

### Student v Paříži 1944–1945
Po návratu do Paříže složil Benoît Mandelbrot přijímací zkoušky na univerzitu. Se svými výbornými výsledky se mohl rozhodnout mezi elitními vysokými školami École Polytechnique a École Normale Supérieure (ENS). Jeho výsledky v matematice byly toho roku nejlepší mezi studenty v celé Francii.[zdroj⁠?!]
Zprvu se zapsal na ENS, ale druhý den změnil názor a nastoupil na École Polytechnique, zpočátku jako zahraniční student, neboť byl stále polským občanem. Rozhodujícím se stal širší záběr přednášek na této škole. Škola vznikla roku 1794 jako škola pro civilní studenty, ale Napoleon Bonaparte z ní udělal vojenskou akademii, a tento status si škola ponechala. Nevýhodou Polytechnique byl strohý vojenský režim, který se stále udržoval, včetně nošení uniformy. Výhodou bylo, že studenti se okamžitě stávali státními zaměstnanci, čímž získal francouzské občanství. Studenti také měli zajištěné ubytování a v čase přídělového systému stravování.

## Počátky vědecké dráhy

### Pasadena 1947–1949
Na radu profesora aplikované matematiky Rogera Brarda (1907–1977) požádal Kalifornský technologický institut (zkráceně Caltech) v americké Pasadeně o studijní pobyt a byl přijat. Profesor Brard zařídil Mandelbrotovi stipendium od Polytechnique. Na kalifornském Caltechu Mandelbrota zaujaly přednášky z termodynamiky a mechaniky tekutin. Částečně se zde věnoval i problematice letectví. Po dvou letech strávených postgraduálním studiem na Caltechu se vrátil do Paříže.

### Francouzská armáda 1949–1950
Vzhledem k tomu, že absolvoval vojenskou školu, musel si povinně odsloužit rok v armádě. Stal se z něj důstojník francouzského letectva, s povinností odsloužit 12 měsíců. Z důvodů války v Koreji mu bylo povinných 12 měsíců prodlouženo na 18 měsíců.

### Philips Electronics 1950–1952

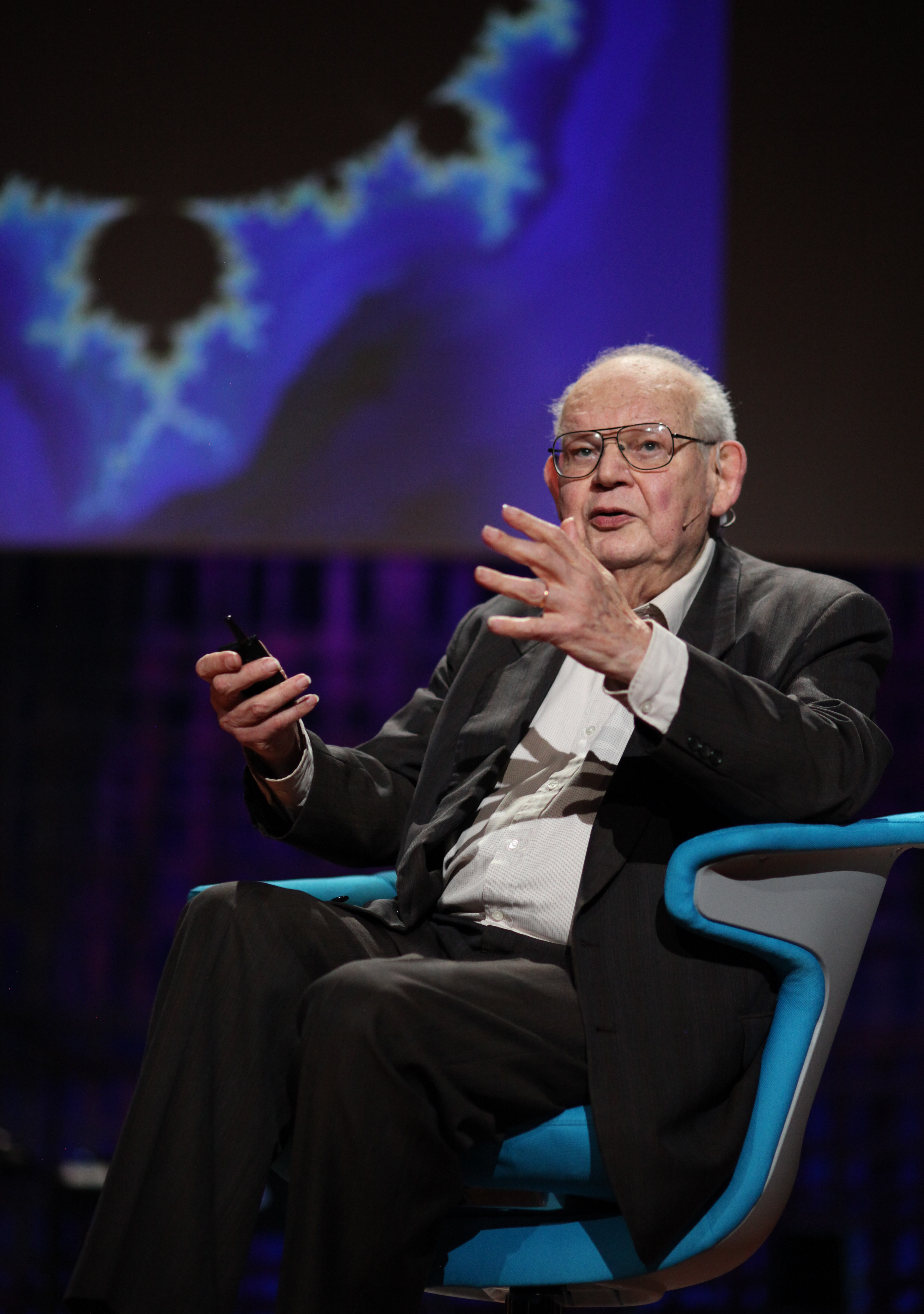
Benoît Mandelbrot na konferenci TED, pořádané Saplingovou nadací v roce 2010

V roce 1950 studoval matematiku na Pařížské univerzitě a hledal téma své doktorské disertace. Nakonec zvolil pro první část své práce obecný zákon frekvence výskytu slov, v druhé části pak všeobecnou statistickou termodynamiku. V té době dostal na vědecké konferenci v Londýně nabídku postdoktorandského místa v Massachusettském institutu (MIT). Z toho důvodu Mandelbrot s disertací příliš spěchal a jeho disertace byla odmítnuta jako nedokončená. Také mu bylo vytýkáno, že celá práce je chaoticky odprezentovaná. S nabídkou MIT byl konec. Nakonec se rozhodl nastoupit do firmy Philips Electronics. Firma zabývající se výrobou televizorů se připravovala na nástup barvy a hledala absolventa obeznámeného s technikou zvanou spektrální analýza. Tento úkol Mandelbrota přitahoval, bylo potřeba vyřešit problematiku šíření světla skleněným hranolem. Zároveň hledal nové téma své doktorandské práce a tady hodlal najít inspiraci. Nakonec se klíčovým tématem Mandelbrotovy doktorandské práce stal velmi jednoduchý matematický základ neočekávaného rozdělení slov, tzv. rozdělení s dlouhým chvostem. Název jeho disertace zněl Hry sdělování.

### Postgraduální turné 1953–1958 a svatba 1955
Vědecká kariéra Benoîta Mandelbrota pokračovala v Princetonu, kde pracoval jako postgraduální asistent profesora von Neumanna. Po odchodu von Neumanna z Princetonu do Washingtonu se rozhodl pro návrat do Francie. V roce 1955 se oženil s Aliette Kaganovou. Po svatbě se nastěhovali na usedlost La Boverie blízko švýcarské Ženevy. Obdržel nabídku od profesora Jeana Piageta, věnujícího se vývoji dětské inteligence, který hledal matematika, který by mohl pracovat jako externí poradce nově zakládaného interdisciplinárního centra pro genetickou epistemologii. Na Piageta zapůsobila Mandelbrotova práce na téma lingvistiky. Ve školním roce 1957–1958 získal učitelské místo se stálým platem a definitivou ve Francii na universitě v Lille. Získal pozvání na krátký pobyt v USA v IBM a 20. června 1958 odjela rodina do Yorktown Heights v USA. Na podzim se mínil vrátit do Lille.

### IBM 1958–1993
Původně plánovaný krátký pobyt se protáhl na třicet pět let. Jistotu existenční definitivy v Lille vyměnil za nejistou budoucnost v USA. Rodina koupila dům v Chappaqua. Pracovat začal v IBM jako konzultant pro kolegy zaměřené na praktické problémy. Tento status mu umožňoval přispívat k nejrůznějším vědním oborům. Také mu to umožňovalo být hostujícím profesorem na Harvardu a Yalu.
Stál u zrodu prvních počítačových programů, po FORTANU přišla i počítačová grafika, pracující na mřížce 64×64 pixelů, ale přesto umožňující črtat první fraktální obrazce. Věnoval se studiu chování cen na finančních trzích, které se stalo stálou konstantou jeho vědeckého života, rozvíjení teorie fraktální geometrie a také řešení šumů a chybovosti na telefonních linkách. Kromě založení oboru fraktální geometrie se zabýval teorií drsnosti, samopodobnosti, věnoval se teorii finančních trhů, geologii, lingvistice, konstrukci letadel, mechanice strojů, termodynamice, turbulenci kapalin, publikoval práce z oboru medicíny či kosmologie. Na problémy se dokázal podívat z nečekaného úhlu, čímž se podílel na převratu či dokonce revoluci v daném oboru. Zemřel na rakovinu slinivky ve věku 85 let.

## Pozdní léta

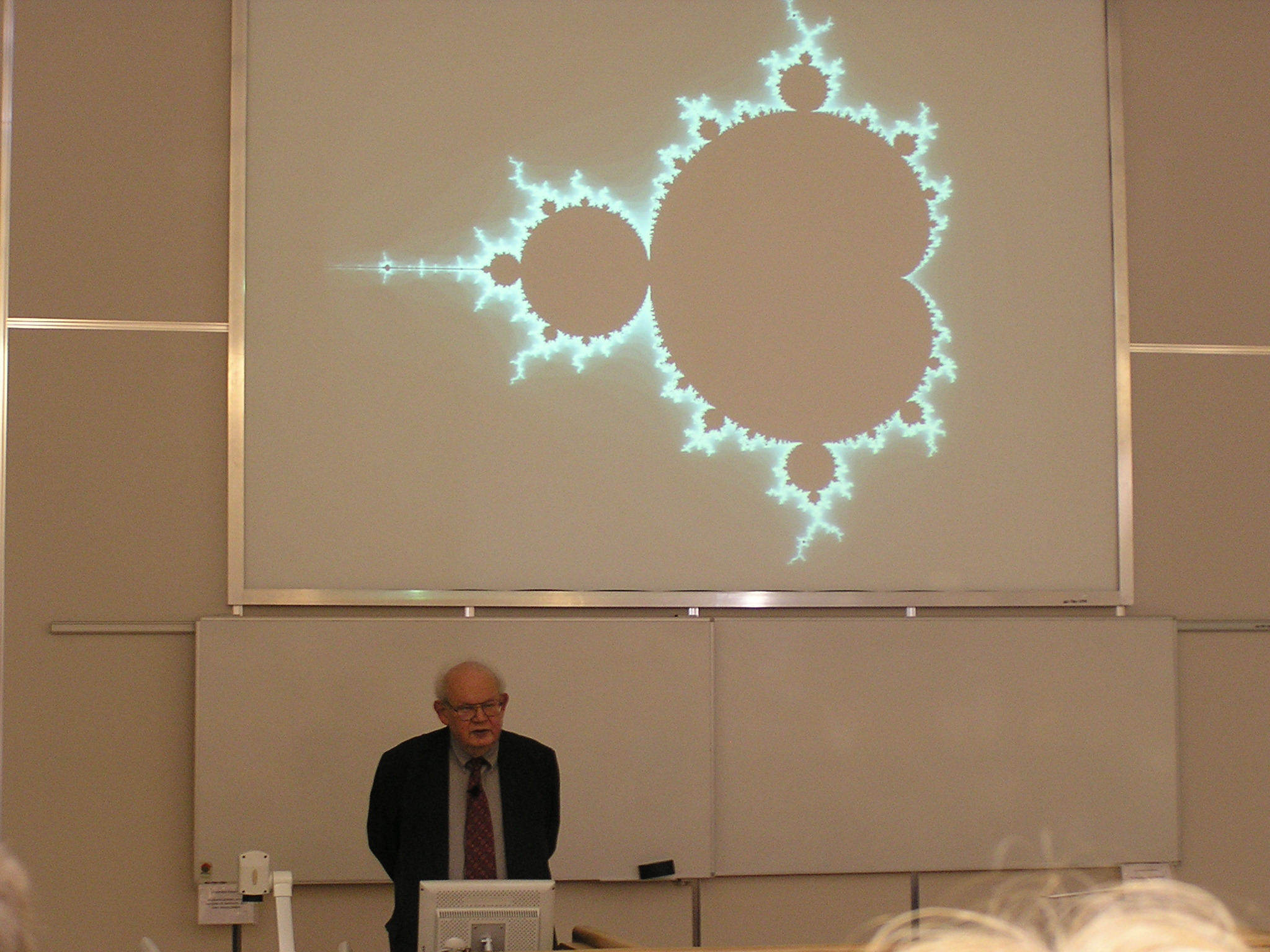
Benoît Mandelbrot při návštěvě Varšavy

Mandelbrot zemřel ve věku 85 let v hospicu v Cambridgi v americkém státě Massachusetts. Příčinou jeho úmrtí byla rakovina slinivky.

## Výsledky vědecké činnosti
Od roku 1951 publikoval Mandelbrot práce z oblastí teorie informace, ekonomiky a dynamiky kapalin.
Mandelbrot žil a působil ve Francii do roku 1958, kdy přesídlil do USA.

### Fraktály
V roce 1975 vytvořil pojem fraktál a popsal tyto struktury v knize Les objets fractals, forme, hasard et dimension (v češtině Fraktály: Tvar, náhoda a dimenze). V tomto díle navázal mj. na článek „Přírodní dualita statistického rozložení“ českého geografa, demografa a statistika Jaromíra Korčáka z roku 1938, který vyšel v roce 1941 v časopise Statistický obzor, ročník 22, str. 171–222. V roce 1982 Mandelbrot rozšířil a aktualizoval své myšlenky v knize The Fractal Geometry of Nature (Fraktální geometrie přírody). Toto vlivné dílo přivedlo fraktály do hlavního proudu teoretické matematiky.
Přestože Mandelbrot zavedl výraz „fraktál“, některé jevy představené v jeho díle The Fractal Geometry of Nature byly popsány již dříve jinými matematiky. Paradoxně to byla například Mandelbrotova množina.